# Man Alive!
Man Alive! ist das zehnte Solo-Studioalbum des US-amerikanischen Rockmusikers Stephen Stills. Es war seine erste Solo-Veröffentlichung mit neuem Material seit 14 Jahren, worauf sich auch der selbstironische Titel bezieht.

## Zum Album
Die 13 Titel des Albums sind überwiegend Rocksongs (Ain't It Always, Round The Bend, I Don't Get It, Around Us, Drivin' Thunder), wobei Stills auch Ausflüge in die Folk-Musik (Hearts Gate, Different Man), den Blues (Ole Man Trouble, Wounded World) und die für seine Alben typische lateinamerikanische Musik (Feed The People, Spanish Suite) unternimmt. Thematisch ist vor allem die "musikalische Autobiografie" (Rolling Stone Magazine) Round The Bend erwähnenswert, in der Stills viele bekannte Anekdoten, z. B. die Gründung der Band Buffalo Springfield, verarbeitet. Auf dem Stück ist Neil Young an der Gitarre zu hören, der mit Stills bei Buffalo Springfield gespielt hatte. Young spielt daneben Akustikgitarre und singt die Harmonien auf dem Stück Different Man. Er ist auch Co-Autor des Liedes Drivin' Thunder, das Crosby, Stills, Nash & Young bereits 1988 auf ihrem Album American Dream veröffentlichten.
Ebenfalls auf älteren Aufnahmen basieren die Lieder Feed The People, ein Antikriegslied, und Spanish Suite, ein elfminütiges Opus, auf dem Herbie Hancock Piano spielte. Die Spanish Suite enthält eine mehr als sieben Minuten lange Piano/Gitarre-Improvisation zwischen Stills und Hancock. Für Feed The People und Wounded World steuerte Graham Nash einige Vokal-Partien bei. Nash ist auch Co-Autor des letztgenannten Stücks. Viele Musiker auf Man Alive! spielten seit langem immer wieder auf Stills’ Alben, so z. B. Joe Vitale (Schlagzeug, Keyboards), George "Chocolate" Perry (Gitarre), Mike Finnigan (Orgel), Joe Lala (Percussion) und Russ Kunkel (Schlagzeug).
Obwohl Man Alive!, wie auch das Vorgängeralbum Stills Alone, keine Platzierung unter den ersten 200 der US-amerikanischen Billboard-Charts erreichte (es erreichte hingegen Platz 38 der Independent-Charts), nahmen Kritiker das Album überwiegend positiv auf. Gelobt wurde vor allem, dass sich Stills auf seine Stärken als Gitarrist, Sänger und Songwriter verließ, ohne – wie sehr oft in der Vergangenheit – einem Trend hinterherlaufen zu wollen. Der Rolling Stone bemerkte hierzu treffend, dass einige Lieder an "ältere Klassiker erinnern, ohne sich wie gefriergetrockneter Abklatsch anzuhören" und konstatierte, dass Stills’ musikalische Hervorbringungen beginnend mit Stills Alone langsam aber sicher besser werden. Auch die BBC sah Man Alive! sehr positiv, lobte vor allem die breite stilistische Vielfalt des Albums und bezeichnete Stephen Stills als den "wahren Musiker des West-Coast-Königreichs" ("Stills remains the true musician of the West Coast royalty.").

## Titelliste
1. "Ain't It Always" (Stills) – 3:25
2. "Feed The People" (Stills) – 4:24
3. "Hearts Gate" (Stills) – 2:59
4. "Round the Bend" (Stills) – 5:12
5. "I Don't Get It" (Stills) – 3:35
6. "Around Us" (Joe Vitale/Stephen Stills) – 3:47
7. "Ole Man Trouble" (Booker T. Jones) – 4:56
8. "Different Man" (Traditional) – 2:10
9. "Piece of Me" (Stills) – 4:09
10. "Wounded World" (Stephen Stills/Graham Nash) – 3:12
11. "Drivin' Thunder" (Stephen Stills/Neil Young) – 4:30
12. "Acadienne" (Stills) – 4:02
13. "Spanish Suite" (Stills) – 11:20

## Besetzung und Instrumente
- Stephen Stills – Gesang, Gitarre, Piano, Orgel, Percussion, Bass
- Joe Vitale – Schlagzeug, Orgel, Keyboards, Synthesizer, Percussion, Background-Gesang
- Mike Finnigan – Orgel, Background-Gesang
- George "Chocolate" Perry – Bass, Gitarre, Background-Gesang
- Russ Kunkel – Schlagzeug, Percussion
- Joe Lala, Pete Escovedo, Willie Bobo – Percussion
- Neil Young – Gesang, Gitarre
- Herbie Hancock – Piano
- Graham Nash, Marlena Jeter – Background-Gesang
- George Terry – Gitarre
- Jimmy Zavelo – Harmonika
- Steve Madeo – Trompete
- Gerald Johnson – Bass
- Bill Meeker – Schlagzeug
- Jennifer Stills, Dorian Holley, Brooks Hunnicutt, Mortonette Jenkins – Background-Gesang